# San Francisco del Rincón
San Francisco del Rincón là một đô thị thuộc bang Guanajuato, México. Năm 2005, dân số của đô thị này là 103217 người.